# Bethmale
Bethmale är en kommun i departementet Ariège i regionen Occitanien i södra Frankrike. Kommunen ligger  i kantonen Castillon-en-Couserans som ligger i arrondissementet Saint-Girons. År 2022 hade Bethmale 100 invånare.

## Befolkningsutveckling
Antalet invånare i kommunen Bethmale
Referens: INSEE